# Geschäftshaus Neuhaus

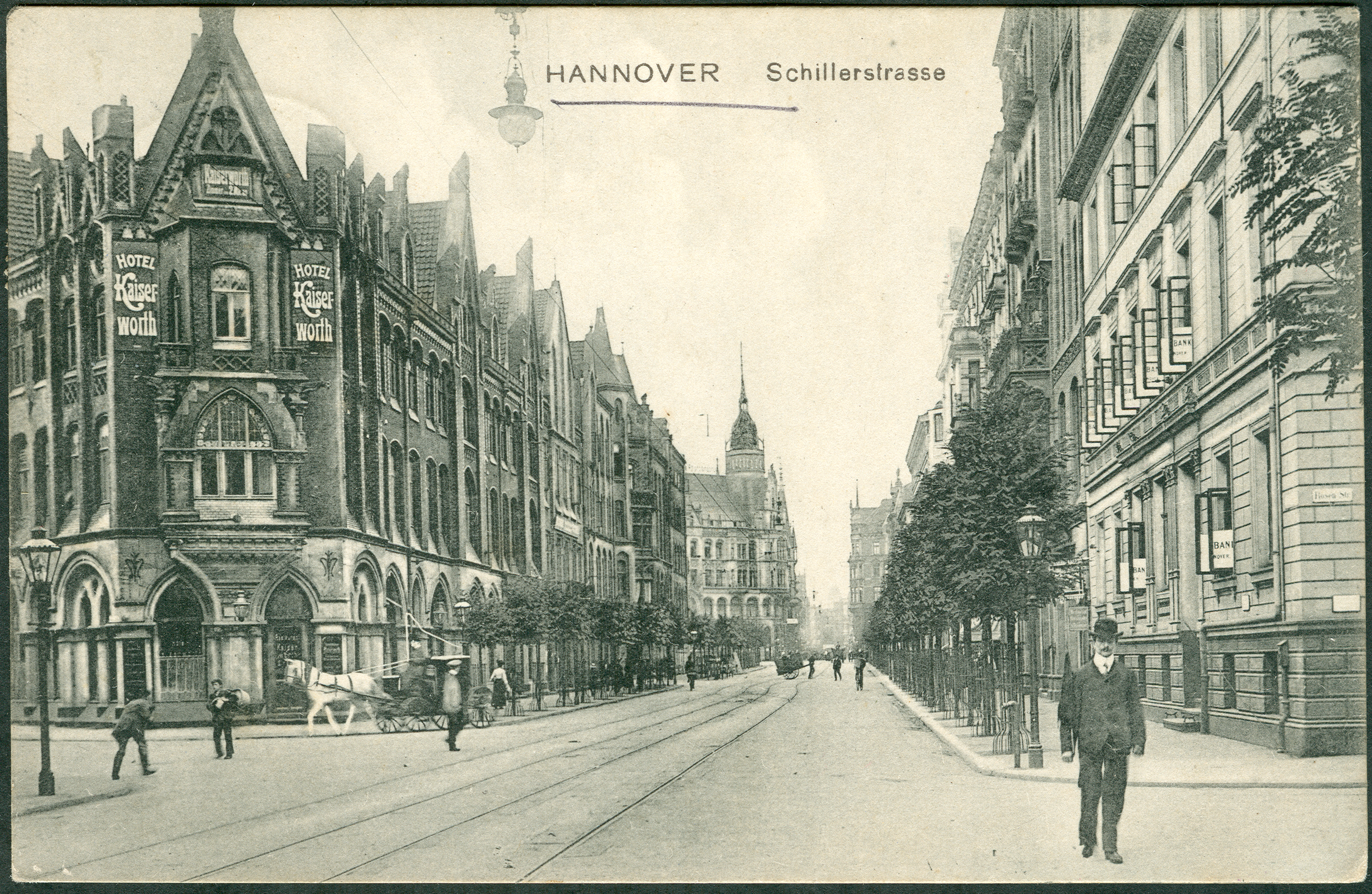
Links: Das 1865 als Haus Neuhaus von Edwin Oppler erbaute, spätere Hotel „Kaiserworth, Zimmer für 2 Mk. 20“;
im Bildhintergrund mit Turmspitze das Drachentöterhaus; im Vordergrund rechts das Bankhaus J. Coppel & Söhne; Ansichtskarte Nummer 379 nach einem Foto von 1908 von Georg Kugelmann

Das Geschäftshaus Neuhaus, auch Haus Neuhaus und später Gasthaus Central-Automat genannt, war ein in Hannover errichtetes Bauwerk des Architekten Edwin Oppler. Standort des in der zweiten Hälfte des 19. Jahrhunderts im Stil der Neogotik erbauten, architektonisch wie städtebaulich herausragenden Geschäftsgebäudes war die – seinerzeitige – Schillerstraße 23 Ecke Große Packhofstraße im heutigen Stadtteil Mitte.

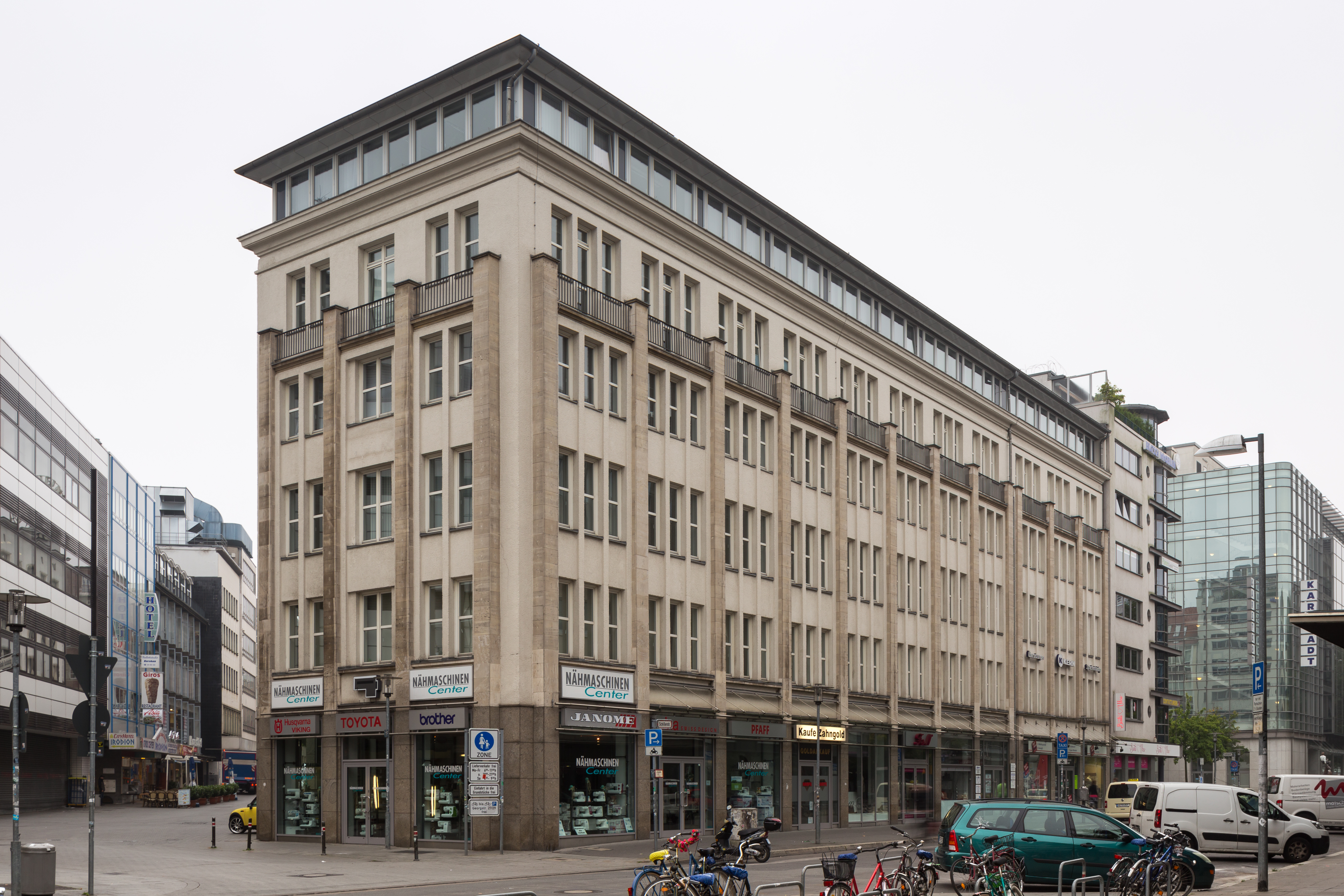
Nachfolge-Gebäude aus der Nachkriegszeit an der Schillerstraße Ecke Große Packhofstraße

## Geschichte und Beschreibung
Gut zwei Jahrzehnte nach dem Bau des hannoverschen Hauptbahnhofs und der Anlage der Ernst-August-Stadt nach Plänen von Laves errichtete der Architekt Edwin Oppler im Jahr 1865 das Geschäftshaus Neuhaus mit großen Restaurationsräumen. Auftraggeber und zugleich Namensgeber für das Gebäude war laut dem Adressbuch der seinerzeitigen Residenzstadt des Königreichs Hannover der damals noch in der Artilleriestraße 14 wohnende Kaufmann Jakob Moses Neuhaus. In der Folge erstand ein Eckgebäude aus weißem Sandstein im Erdgeschoss mit zwei darüberliegenden Stockwerken „in vorzüglicher gothischer, farbiger Backstein-Architektur.“ Die spitze Ecke des Geschäftshauses betonte Oppler durch einen dort vorgebauten Erker aus Sandstein, Ziegelstein und Holz. In der Folge galt das Gebäude in dem vom Architekten- und Ingenieurverein zu Hannover 1882 herausgegebenen und von Theodor Unger redigierten Architekturführer als eine der bemerkenswertesten Geschäftsgebäude Hannovers im Sinne der „Wiederbelebung des deutschen Kunstgewerbes.“
Nach der Jahrhundertwende publizierte der Verlag von Georg Kugelmann Anfang des 20. Jahrhunderts eine 1908 datierte Fotografie als im Lichtdruck vervielfältigte Ansichtskarte mit der fortlaufenden Nummer 379, die das vormalige Haus Neuhaus nun als Hotel Kaiserworth zeigte. Die Postkarte mit einem Blick durch die Schillerstraße hin zum Turm des Drachentöterhauses betonte die Wertigkeit der Adresse durch eine zum Zeitpunkt der Aufnahme vorfahrende, geschlossene Pferdekutsche mit Schimmel. Nur wenige Jahre später datierte eine postalisch 1911 gestempelte, vom Jugendstil beeinflusste Bildpostkarte der Graphischen Kunstanstalt von Georg Alpers jun., die eine Innenansicht des außen „Automat“ beschilderten Hauses zeigt mit dem Untertitel „Gruß aus dem Central-Automat, Hannover.“ Im Haus war nun eine über Automaten vorzunehmende Selbstbedienung vorherrschend, ähnlich wie andere Anfang des 20. Jahrhunderts betriebene Automatenrestaurants wie beispielsweise das schon zuvor, 1901 in der Georgspassage eröffnete Automatische Restaurant.